# Klassenrat
Der Begriff Klassenrat geht zurück auf die „Klassenversammlung“ aus der Freinet-Pädagogik. Célestin Freinet hat seine Klasse wie eine (landwirtschaftliche) Kooperative organisiert. So wie dort die Landwirte Anbau und Vermarktung ihrer Produkte gemeinsam planen und in gegenseitiger Unterstützung bewältigen und vermarkten, so planen und bewältigen auch die Schüler ihr Lernen selbst. Der Klassenrat ist ein lebendiges Selbstbestimmungsorgan, an dem alle Mitglieder der Klasse gleichberechtigt teilnehmen. Er ist Instrument der Demokratie in der Klasse.
Seit dem Ende des letzten Jahrtausends ist der Klassenrat in anderen Zusammenhängen eingesetzt worden. Dazu wurde auf ein Modell des Klassenrates zurückgegriffen, wie sie vom Alfred-Adler-Schüler Rudolf Dreikurs (1987) auf dem Hintergrund der Individualpsychologie in Amerika – ohne Bezug zu Freinet – entwickelt wurden. Der wesentliche Unterschied ist, dass sich Formen des Klassenrates, die sich auf die durch Dreikurs weiterentwickelten Gedanken von Alfred Adler beziehen, nicht mehr als Selbstverwaltung im Rahmen der Klassenkooperative verstehen, sondern Problemlöseinstrument und Streitschlichtergremium sind.

## In der Freinet-Pädagogik

### Aufgaben und Tätigkeitsfelder bei Freinet
Der Klassenrat kann:
- über Erkundungen beraten
- über Unterrichtsmethoden beraten
- über Lerninhalte beraten

Dadurch werden u. a. das Gemeinschaftsgefühl gestärkt, demokratische Haltung sowie kommunikative, soziale, moralische und demokratische  Kompetenzen gefördert sowie das selbständige (selbstwirksame und verantwortungsbewusste) Lernen unterstützt.
Im Klassenrat werden grundsätzlich die Anliegen, Projekte und aktuelle Themen gesprochen. Priorität hat das, was alle interessiert. Das können z. B. sein:
- das soziale Leben der Klasse geplant
- selbstgewählte Lernvorhaben vorgestellt
- Kooperationen beschlossen
- Rechercheaufträge und Fragen der Klasse an eine Arbeitsgruppe formuliert
- Lernergebnisse präsentiert
- Lernergebnisse besprochen
- die Ausgaben der Klassenkasse beschlossen (Ermöglichung von Lernvorhaben und Erkundungen, Kauf von Gemeinschaftseigentum oder/und Verbrauchsmaterialien, …)
- Auftretende Probleme mit anderen Klassen besprochen und ggf. Maßnahmen zur Lösung der Probleme eingeleitet
- Selbstverwaltungsangelegenheiten der Klasse besprochen und Beschlüsse dazu gefasst

### Unverzichtbare Institution der Klasse
Der Klassenrat ist eine der unverzichtbaren Institutionen der Klasse durch die tägliche Einübung in demokratisches Leben. Da die Klasse in Form einer Kooperative geführt wird, ist er notwendiges Instrument, um die vitalen Interessen der Mitglieder zu einem gemeinsamen Tun zu koordinieren. Dabei sind die Lerninteressen der Kinder genauso Gegenstand wie die sozialen Interessen der Mitglieder der Kooperative. Da Lernvorhaben, wie z. B. Erkundungen, auch finanziert werden müssen, erstreckt sich die Selbstverwaltung der Kooperative auch auf wirtschaftliche Interessen.
Da die Vorgaben des Stoffverteilungsplans und die Lerninteressen der Schüler meist nicht übereinstimmen steht der Lehrer vermeintlich im Zwiespalt. Tatsächlich haben aber Erfahrungen mit konsequentem Verzicht auf einen vorgegebenen Stoffverteilungsplan (den ja die Schule aus den Richtlinien erstellt) ergeben, dass die Schüler sehr viel mehr lernen wollen, als der  Lehrplan verlangt.

### Leitung des Klassenrates
In der Einführungsphase kann die Lehrkraft oder ältere Peerpaten die Leitung der Sitzung übernehmen. Die Leitung wechselt (Wahl durch die Schüler, oder auch ein anderes Verfahren auf das sich die Schüler einigen). Die Schüler regeln auch die Reihenfolge der Beiträge, die Einhaltung von Zeitabsprachen und die Visualisierung der Diskussionsbeiträge.

### Tagesordnung
Die Tagesordnung für eine Sitzung des Klassenrates wird von Schülern selbst vorbereitet. Hilfreich ist dabei die Wandzeitung, auf der in verschiedenen Kategorien: ich kritisiere – ich finde gut – ich schlage vor die Woche über gesammelt wird. Jeder Schüler/jede Schülerin der Klasse kann eintragen, was ihm wichtig ist. Durch die öffentliche Wandzeitung ergibt sich auch ein Gefühl für die Zeit, die für die Klassenratsitzung benötigt wird – bzw. bei festen Zeiten über das Zeitvolumen, das für jeden Punkt zur Verfügung steht.

### Lehrkräfterolle beim Klassenrat
Der Lehrkräfte stellt, wie jedes Klassenmitglied, ebenso ein Mitglied des Klassenrats dar. Dabei ist zu beachten, dass jedes Mitglied eine Stimmmöglichkeit hat. Lehrpersonen sollten sich im Leiten des Klassenrats zurücknehmen, um den Kindern Zeit für demokratische und soziale Prozesse zu geben. Diese Zeit wird benötigt, da im Klassenrat stets der Lösungsprozess im Vordergrund treten sollte. Ein verantwortungsvoller Klassenrat entwickelt sich erst dann, wenn der Lehrkörper bereit ist die Leiterrolle abzugeben und die Partizipation der Kinder zuzulassen.

### Regeln
Als Regeln eignen sich alle Regeln, die die Schüler selbst aufstellen, sofern diese nicht gegen geltendes Recht verstoßen. Fremde Regeln können hilfreich sein, unterlaufen aber die Selbstverantwortung der Schüler für das aktuelle Geschehen. Man muss sich darüber im Klaren sein, dass die Vorstellungen von einem „geordneten Klassenrat“ aus der Sicht der Kinder und aus der Sicht von Erwachsenen durchaus recht unterschiedlich sein können. Kinder müssen demokratisches Verhalten allerdings erlernen und brauchen dafür Zeit und auch die Freiheit, eigene Erfahrungen mit selbst erstellten Regeln und deren Veränderung zu machen.

### Kritik am heutigen Klassenrat aus Sicht der Freinet-Pädagogik
Der Klassenrat wird heute auch aus seinem pädagogischen Zusammenhang in der Freinet-Pädagogik gelöst und in veränderter oder elementarisierter Form durchgeführt. Freinet-Pädagogen bemängeln, dass der Klassenrat auf diese Weise seinen demokratischen und emanzipatorischen Effekt verliere und zum verlängerten Arm des Lehrers und der Schuladministration werde. Selbst in den Demokratiebausteinen der BLK fungiert der Klassenrat vornehmlich als Instrument zur Problemlösung.

### Klassenrat – Freinet-Pädagogik
- Klassenrat als Institution der Klasse,
- Struktur des Klassenrates

### Klassenrat – BLK Demokratiebaustein und Bildungsserver
- Klassenrat erklärt auf dem Hamburger Bildungsserver
- Klassenrat (Memento vom 3. Dezember 2010 im Internet Archive) bei der Bundeszentrale für politische Bildung

### Klassenrat – Schulpraxis
- Homepage der Klassenratsinitiative Berlin-Brandenburg / Initiative des Landesverbands der DeGeDe Berlin-Brandenburg
- Homepage der Grundschule Berg Fidel in Münter, die 2002 den Demokratiepreis des Grundschulverbandes für ihren Klassenrat bekommen hat
- Enzyklopädie mit Hilfestellungen, Materialien und Empfehlungen zur Implementierung des Konzepts an der eigenen Schule

### Klassenrat – diverses
- Praktisches Beispiel
- Buch zum Thema Klassenrat
- Klassenrat Beispiel für einen reduzierten Klassenrat
- Klassenrat im Methodenpool
- familienrat.eu